# C·托马斯·卡斯基
C·托马斯·卡斯基（1938年9月12日—2022年1月13日）是一位美国遗传学家和内科医生，貝勒醫學院教授，1990年任美国人类遗传学学会会长，2001至2019年间担任《Annual Review of Medicine》的總編輯。